# 唐坊镇 (唐山市)
唐坊镇，是中华人民共和国河北省唐山市丰南区下辖的一个乡镇级行政单位。

## 行政区划
唐坊镇下辖以下地区：
唐坊桥村、挡水埝村、莲花泊村、石桥沽村、莲花沽村、义合庄村、双港村、蒲子泊村、新河庄村、刁庄子村、翟庄子村、唐坊村、赵茂庄村、孙老庄村、张山庄村、孔庄子村、赵翎庄村和南刘堼村。